# Associazione Calcio Siena 1962-1963
Questa voce raccoglie le informazioni riguardanti l'Associazione Calcio Siena nelle competizioni ufficiali della stagione 1962-1963.

## Rosa
| N. |                   | Ruolo | Calciatore             |
| -- | ----------------- | ----- | ---------------------- |
|    | Italia (bandiera) | D     | Dante Amatucci         |
|    | Italia (bandiera) | D     | Enrico Bertelli        |
|    | Italia (bandiera) | D     | Giuseppe Bonfà         |
|    | Italia (bandiera) | C     | Carlo Cervetto         |
|    | Italia (bandiera) | A     | Manlio Compagno        |
|    | Italia (bandiera) | A     | Nazzareno Cordone      |
|    | Italia (bandiera) | A     | Antonio Corso          |
|    | Italia (bandiera) | C     | Mario Ercole           |
|    | Italia (bandiera) | P     | Alessandro Fiorini (I) |
|    | Italia (bandiera) | C     | Antonio Fiorini (II)   |

| N. |                   | Ruolo | Calciatore              |
| -- | ----------------- | ----- | ----------------------- |
|    | Italia (bandiera) | P     | Mario Francalancia      |
|    | Italia (bandiera) | C     | Giorgio Frosini         |
|    | Italia (bandiera) | A     | Massimiliano Lucchesini |
|    | Italia (bandiera) | A     | Luigi Mainardi          |
|    | Italia (bandiera) | C     | Enrico Mastroianni      |
|    | Italia (bandiera) | D     | Antonio Monguzzi        |
|    | Italia (bandiera) | D     | Bruno Pastorino         |
|    | Italia (bandiera) | C     | Marzio Pierotti         |
|    | Italia (bandiera) | D     | Lauro Toneatto          |